# Ourisia pulchella
Ourisia pulchella es una especie de planta con flores de la familia Plantaginaceae que es endémica de hábitats de gran altitud en el altiplano y la puna de los Andes tropicales del sur de Perú y el noroeste de Bolivia. Hugh Algernon Weddell describió O. pulchella en 1860. Las plantas de esta especie son hierbas pequeñas, perennes y rastreras, con hojas opuestas, peludas y en penacho. Cada racimo corto puede tener hasta tres flores, y cada flor tiene un cáliz irregular y una corola bilabiada, larga, blanca (teñida de púrpura en el tubo de la corola), en forma de embudo y tubular, con estambres incluidos. El cáliz es densamente piloso, mientras que la corola no tiene pelos en el exterior pero sí en el interior cerca de la abertura del tubo.

## Taxonomía
Ourisia pulchella pertenece a la familia de plantas Plantaginaceae. El botánico anglo-francés Hugh Algernon Weddell describió O. pulchella en su libro, Chloris Andina, en 1860.  
Weddell recolectó el material tipo en diciembre de 1846 a 3500 m de altitud en las montañas de la provincia de Ayopaya en el departamento de Cochabamba de Bolivia.   El holotipo está en el Museo Nacional de Historia Natural de Francia (herbario P)  y hay un isotipo en el herbario del Museo Field (herbario F).  
Ourisia pulchella es una de las cinco especies de Ourisia en los Andes tropicales, junto con O. muscosa, O. biflora, O. chamaedrifolia y O. cotapatensis.  Las cinco especies pertenecen al subgénero herbáceo Ourisia. 
De las especies andinas tropicales, O. pulchella es la más parecida O. cotapatensis, con la que comparte hojas hasta 1 cm de largo y corolas bilabiadas de 1 a 2 cm de largo que son peludos por dentro. Se puede diferenciar O. pulchella de O. cotapatensis por la corola de color blanco o violeta pálido sin manchas (vs. la corola violeta y curva que tiene manchas púrpuras en O. cotapatensis ), una corola que es pilosa dentro de todo el tubo (vs. una corola que tiene un anillo de pelos en la apertura del tubo, así como una línea de pelos entre los dos estambres largos), un cáliz con tres lóbulos divididos hasta la mitad y dos divididos hasta la base (vs. los cinco lóbulos del cáliz divididos de manera uniforme hasta la base del cáliz), pecíolos escasamente peludos (vs. pecíolos generalmente glabros) y hojas que están muy juntas a lo largo del rizoma (vs. hojas que son de 2 a 5 mm de largo y espaciadas uniformemente a lo largo del rizoma rastrero).  
Ourisia pratioides fue descrita por el botánico alemán Ludwig Diels en 1906 y es un sinónimo de O. pulchella.   El holotipo de O. pratioides fue recolectado por August Weberbauer en las montañas del suroeste del distrito de Monzón, Perú, en octubre de 1903, y se encontraba en el Herbario Berolinense (herbario B) en el Jardín Botánico y Museo Botánico de Berlín, pero fue destruido en la Segunda Guerra Mundial.  En 2018 se designó un lectotipo de O. pratioides del Herbario de Filadelfia de la Academia de Ciencias Naturales (herbario PH).  

## Descripción
Las plantas de Ourisia pulchella son hierbas perennes y rastreras. Los tallos cortos miden entre 1,5 y 2,3  mm de ancho y son glabras (sin pelos) o pilosas con pelos cortos no glandulares. Las hojas son opuestas y están agrupadas estrechamente cerca de la punta de crecimiento del tallo, pecioladas, de 3,6 a 9,2 mm de largo por 2,5 a 6,8 mm de ancho (relación largo:ancho 1,5–1,8:1). Los pecíolos de las hojas miden entre 1,9 y 8,4 mm de largo y son escasamente a densamente piloso, con pelos largos no glandulares, especialmente en los bordes. Las láminas de las hojas son estrechamente ovadas o ampliamente ovadas, más anchas debajo de la mitad, con un ápice redondeado, una base generalmente cuneiforme y bordes ondulados. Ambas superficies de las hojas son punteadas y glabras o pilosas, con pelos no glandulares, largos, y escasamente a densamente distribuidos. Las inflorescencias son erectas, con racimos peludos de hasta 53 mm de largo, con 1 a 3 nudos florales y hasta 3 flores en total por racimo. Cada nodo floral tiene 1 flor y 2 brácteas sésiles que son lanceoladas, ampliamente ovadas, oblanceoladas o estrechamente obovadas. Las brácteas son similares a las hojas pero más pequeñas, de 2,8 a 4,3 mm de largo y de 1,3 a 2,4 mm de ancho. Las flores nacen en un pedúnculo de hasta 19,6 mm de largo y tiene pelos no glandulares (o a veces glandulares) cortos a largos, que son densamente distribuidos. El cáliz mide de 5,4 hasta 6,0 mm de largo, y es irregular, con 3 lóbulos divididos hasta la mitad de la longitud del cáliz y 2 lóbulos divididos hasta la base del cáliz, y escasamente a densamente piloso con pelos cortos o largos no glandulares en el exterior del cáliz. La corola es más larga de 10 mm de largo (incluyendo un tubo de la corola de 9,2 a 10,0 mm de largo), y es bilabiado, ligeramente curvado, en forma de embudo tubular, de color blanco (y ligeramente violáceo en el exterior del tubo de la corola), glabro en el exterior y densamente piloso en el interior en la abertura del tubo. Los lóbulos de la corola son de 3,4 a 6,2 mm de largo, extendidas, obovadas u obcordadas y ligeramente emarginadas. Hay 4 estambres que son didínamos, con dos estambres largos incluidos o que llegan a la apertura del tubo, y dos estambres cortos que están incluidos. El estilo es c. 6.2 mm de largo, incluido, con un estigma capitado. El ovario mide entre 2,5 y 4,5 mm de largo. Los frutos son cápsulas con dehiscencia loculicida. Se desconoce el número de semillas en cada cápsula y su tamaño. 
Ourisia pulchella florece en octubre, noviembre y febrero, y fructifica a partir de octubre. 
Se desconoce el número de cromosomas de Ourisia pulchella . 

## Distribución y hábitat
Ourisia pulchella se encuentra sólo en hábitats rocosos de gran altitud en el altiplano y la puna del centro de Perú (provincia de Huánuco, c. 10°S) y el noroeste de Bolivia (departamentos de Cochabamba y La Paz, c. 17°S) desde 3000 a 4050 m sobre el nivel del mar.  Hay pocos ejemplares de herbario u observaciones de esta especie.   

## Estado de conservación
Ourisia pulchella figura en la Lista Roja de la UICN como especie con datos insuficientes. 

## Filogenia
Se incluyó un individuo de O. cotapatensis en los análisis filogenéticos de todas las especies del género Ourisia utilizando marcadores de secuenciación de ADN estándar (dos marcadores de ADN ribosómico nuclear y dos regiones de ADN de cloroplasto) y datos morfológicos.   Ourisia pulchella se ha posicionado con regularidad con un apoyo medio a alto en el clado andino centro-norte como estrechamente relacionada con otras dos especies estudiadas de esta área (O. cotapatensis y O. chamaedrifolia  